# Infusão

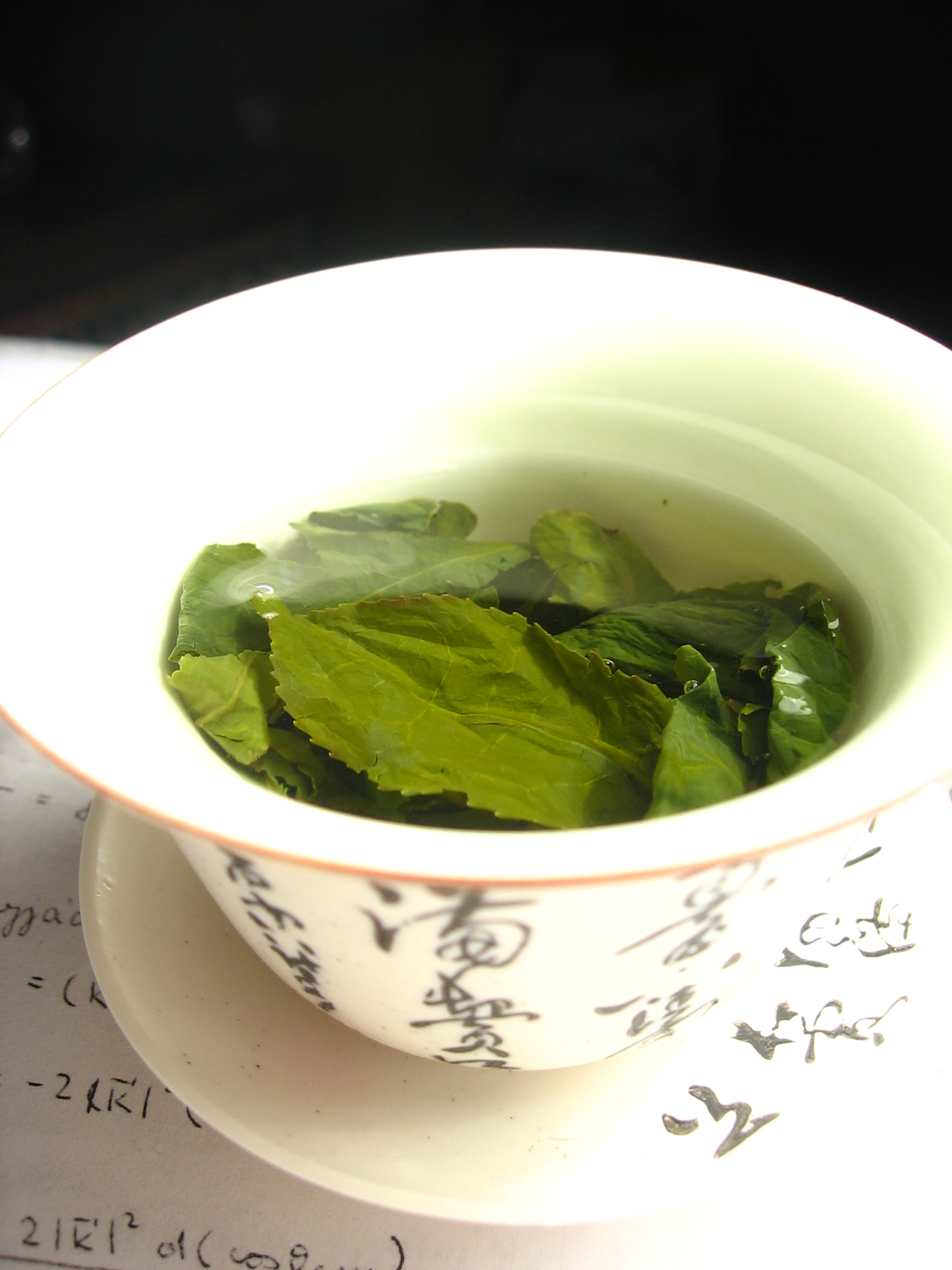
Infusão

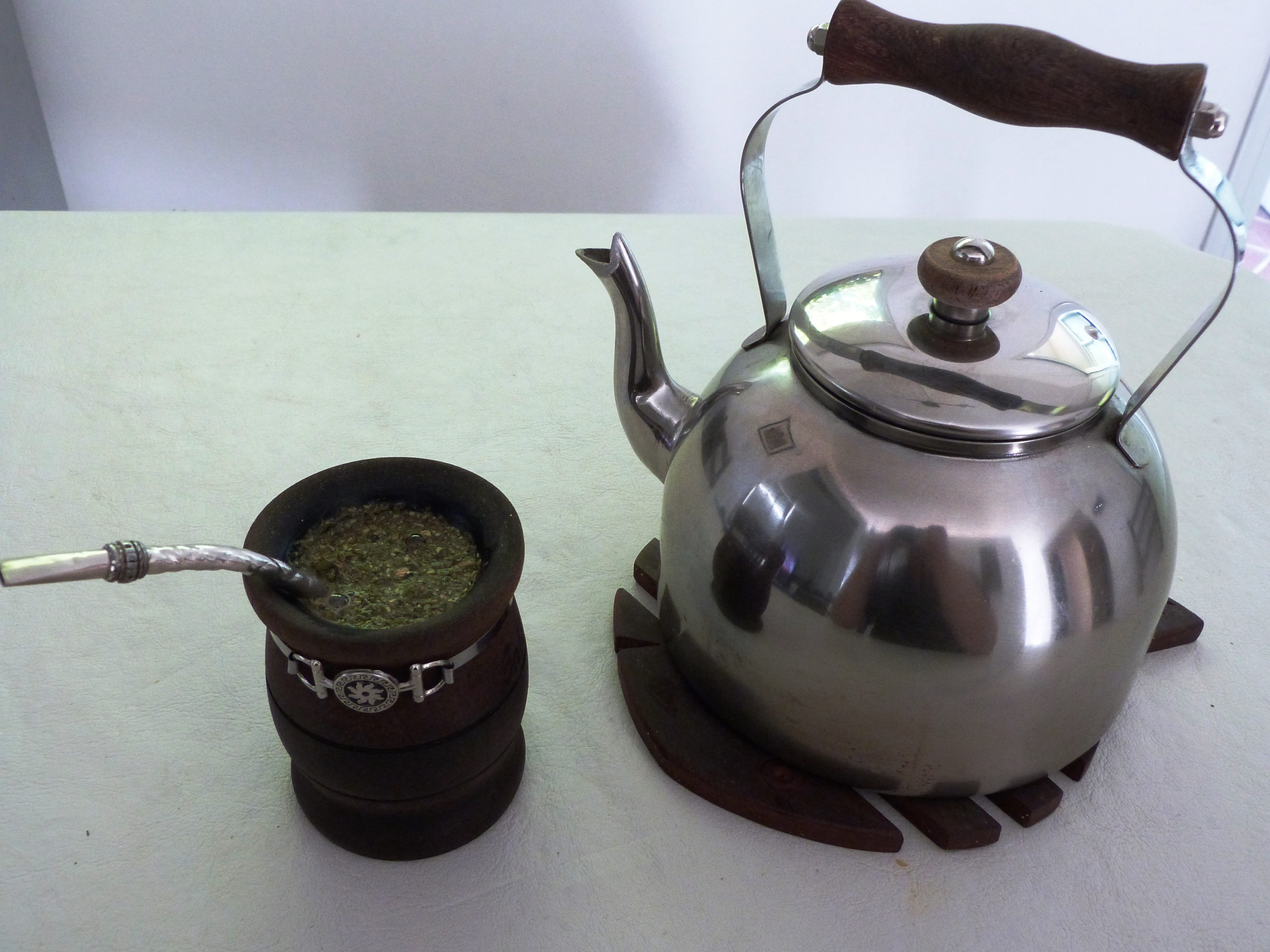
Chimarrão

Uma infusão é um processo de fabricação de bebidas, em geral, pela imersão de uma substância aromática (ou essência vegetal) em água fria ou fervente. Algumas das bebidas mais comuns e de vasta distribuição mundial são infusões: café, chá, tisana, chimarrão, tereré, etc.
O valor calórico destas infusões decorre do açúcar que a elas se acrescenta. A maneira de reduzir o valor calórico dos infusos e bebidas é adoçá-los com edulcorantes não calóricos ou de baixa caloria, transformando-os em preparações diet.
Por vezes, fazem-se infusões com outros líquidos, como o álcool ou o vinagre. Ferve-se o solvente, e em seguida adiciona-o na droga vegetal e abafa. As principais bases para as infusões de chás são o chá preto e o chá verde.

## Técnicas de preparação
A infusão é um processo químico que usa plantas (normalmente ervas secas, flores ou bagas) que são voláteis e liberam seus ingredientes ativos prontamente em água, óleo ou álcool. Neste processo, um líquido é normalmente fervido (ou levado a outra temperatura apropriada) e derramado sobre a erva. Depois que a erva foi deixada mergulhar no líquido por um período apropriado de tempo, ela é removida (possivelmente por força) deixando uma infusão. A menos que a perfusão deva ser consumida imediatamente, é engarrafada e refrigerada para uso futuro.
A quantidade de tempo que as ervas são deixadas no líquido depende do tipo de infusão. Os tempos de infusão podem variar de segundos (para alguns tipos de chá chinês) a horas, dias ou meses (para licores como sloe gin).
Existem vários acessórios e técnicas para remover os botânicos embebidos ou que sobraram que foram usados para infundir líquidos, incluindo maceradores de metal (que se parecem com grampos), infusores de chá (que atuam como filtros) e prensas francesas (que são comumente usadas para infundir água com vários chás e café). A técnica mais utilizada é o saquinho de chá, que é feito com papel filtro e recheado com vários sabores de chá.

## Exemplos
Fontes:
- O chá é um exemplo comum de infusão; a maioria das variedades de chá pede a imersão das folhas em água quente, embora algumas variantes (por exemplo, chá de hortelã marroquino) exijam decocção. Muitos chás de ervas são preparados por infusão, bem; limão, camomila, senna, maçã, gengibre, rooibos e muitas outras plantas são usadas individualmente ou em combinação.
- O café também pode ser feito através de infusão (como em uma prensa francesa), mas é mais frequentemente feito através de percolação.
- Remédios à base de plantas são comumente produzidos através de infusões em água ou óleo.
- Óleos aromatizados: Plantas com sabores desejáveis podem ser mergulhadas em um óleo comestível ou vinagre por um longo período; O óleo ou vinagre infundido é muitas vezes vendido ainda contendo a planta e, em seguida, é usado como aromatizante. Chilis, limão, alho e muitas outras plantas podem ser usadas. Pode haver ambiguidade na rotulagem desses óleos: por exemplo, o que é descrito como óleo de gergelim pode ser óleo extraído de sementes de gergelim ou outro óleo vegetal infundido com gergelim.
- A água de pepino, uma mistura de pepino fatiado com fatias cítricas e ervas como hortelã, é uma infusão popular. Às vezes é conhecida como "água termal" devido a ser comumente servida em spas diurnos e estabelecimentos similares de cuidados pessoais.[5]